# Els Daniel-Stroh
Els Daniel-Stroh (* als Luise Elise Stroh am 26. Dezember 1895 in Heilbronn; † 11. März 1990 in Balingen) war eine deutsche Autorin und Künstlerin.

## Leben
Sie war die Tochter des Heilbronner Architekten Heinrich Stroh und dessen Frau Eugenie geb. Klaiber. Nach dem Besuch der Höheren Töchterschule in Heilbronn und dem Studium an der Kunstschule Stuttgart bei Robert Poetzelberger und als Meisterschülerin von Heinrich Altherr kam sie zunächst als Kulturredakteurin zu Eugen Diederichs nach Jena, bevor sie auf Einladung von Theodor Heuss zurück in ihre Heimatstadt wechselte, wo sie unter verschiedenen Pseudonymen Beiträge für verschiedene Zeitungen verfasste. 1926 heiratete sie den Balinger Juristen Alfred Daniel und zog in dessen Heimatstadt. 1927 wurde Sohn Ulrich geboren. Das Ehepaar entfremdete sich jedoch, und Els zog mit dem Sohn bereits 1937 in ein anderes Haus. Nach der Scheidung 1940 erhielt sie das Sorgerecht für den Sohn, der aber im April 1945 in den letzten Tagen des Zweiten Weltkriegs im Alter von 17 Jahren fiel.
Nach dem Krieg widmete sie sich verstärkt der Kunst. Mit einem Stipendium des Regierungspräsidiums Südwürttemberg-Hohenzollern war sie 1955 in Frankreich, das Regierungspräsidium hat in der Folgezeit mehrere ihrer Werke erworben. Freundschaften verbanden sie mit Max Ackermann und Fritz von Graevenitz. 1986 zog sie aus Altersgründen von ihrem Haus in Balingen zu einer Freundin im Balinger Stadtteil Frommern. 1988 schuf sie ihre letzte Zeichnung, ein Selbstporträt.

## Werk
Els Daniel-Stroh hat vor allem Bilder in farbiger Wachskreide oder Ölfarben geschaffen. Ihr frühes Werk war vor allem vom Impressionismus beeinflusst. Im Zweiten Weltkrieg wandte sie sich dem Expressionismus zu, später – insbesondere nach der Stipendienreise 1955 – setzte sie sich mit dem Werk von Paul Cézanne auseinander, weitere Einflüsse kamen vom Kubismus und von Paul Klee. Ihr Spätwerk weist mystisch-surreale Inhalte auf.
Sie schuf auch einen Zyklus, in dem sie die Zerstörung Heilbronns 1944 darstellte.

## Ausstellungen
Die erste Einzelausstellung nach dem Zweiten Weltkrieg hatte Daniel-Stroh in Stuttgart 1954.
Der Zollernalbkreis hat die Künstlerin anlässlich ihres 100. Geburtstages mit einer Doppelausstellung geehrt, eine weitere große Werkschau fand 2007 in Schloss Haigerloch statt.
2024/25 wurden Werke von Daniel-Stroh in der Gruppenausstellung Gewalt, Krieg, Zerstörung oder Kein Frieden Nirgendwo im Museum im Deutschhof in Heilbronn gezeigt.